# Amazone à diadème
Amazona diadema
Espèce
Statut de conservation UICN

 LC A4cd : Préoccupation mineure
L'Amazone à diadème (Amazona diadema), aussi connue en tant que Amazone diadème, est une espèce d'oiseaux appartenant à la famille  des  Psittacidae.

## Description
Cet oiseau mesure 32 à 34 cm de longueur. Comme la plupart des amazones, il présente un plumage essentiellement vert. Le front et les lores sont rouges. La calotte est bleuâtre. Une tache jaune, parfois absente, marque la base du bec sombre. Un miroir rouge est présent sur les rémiges secondaires.

## Répartition
Cet oiseau est endémique de l'état d'Amazonas, au Brésil.

## Comportement
Cette espèce bruyante (cris plutôt métalliques) est grégaire.